# Mieczysko
Mieczysko (niem. Miezisko) – śródleśne zabudowanie (pojedyncze) w Bibieli, formalnie część miasta Miasteczko Śląskie, położona w województwie śląskim, w powiecie tarnogórskim, w gminie Miasteczko Śląskie. Pierwotnie była to znajdująca się w lesie gajówka (niem. Waldwärter) o nazwie Mieczysko (niem. Miezisko).
W latach 1975–1998 miejscowość administracyjnie należała do województwa katowickiego.